# Villa Karl Heine

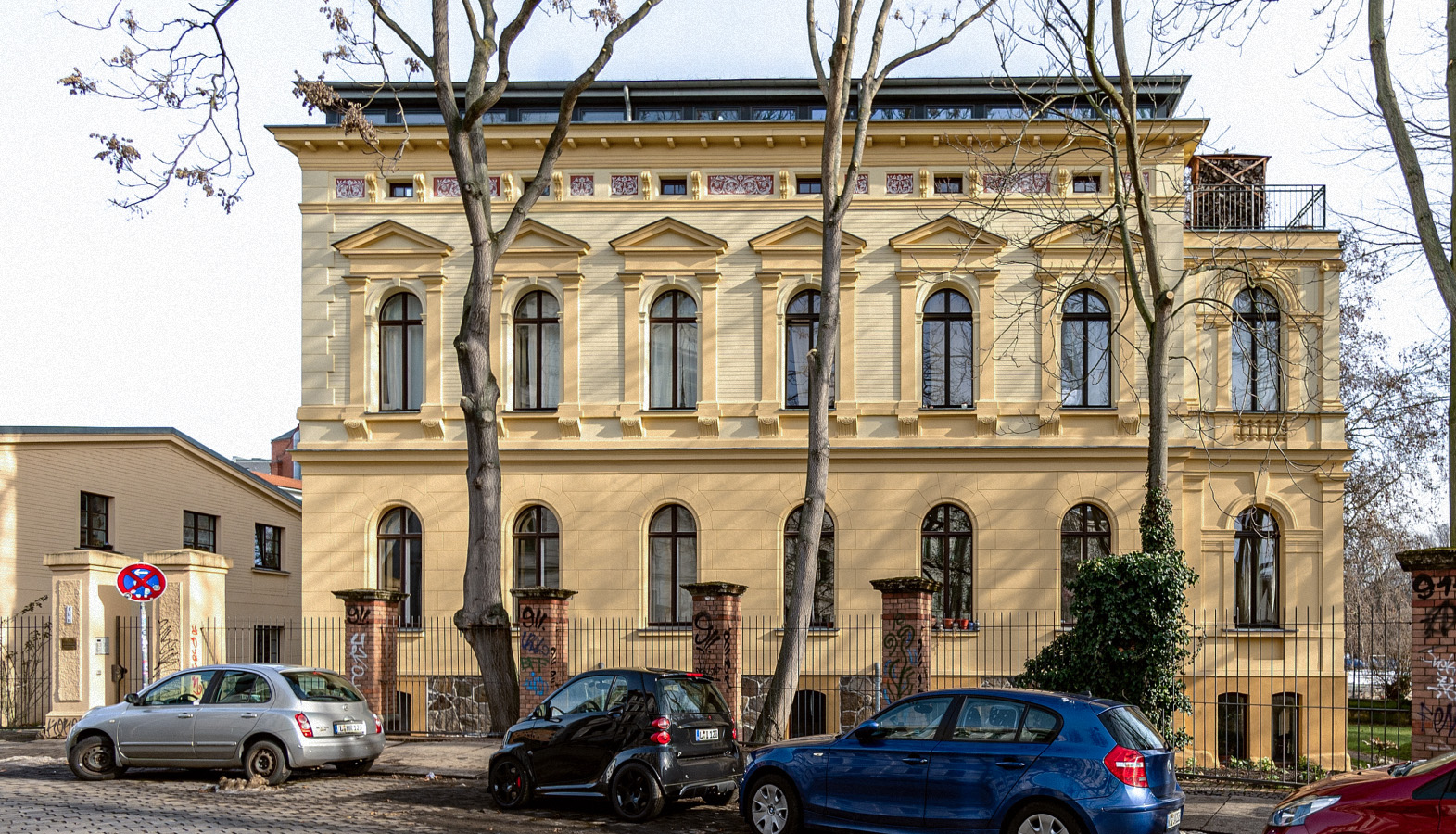
Villa Karl Heine (2021)

Die Villa Karl Heine in Leipzig war vierzehn Jahre Wohnsitz des Rechtsanwalts und Unternehmers Karl Heine (1819–1888), der als Industriepionier das Gesicht von Plagwitz und der Leipziger Inneren Westvorstadt prägte. Das Anwesen steht unter Denkmalschutz.

## Lage und Architektur
Die Karl-Heine-Villa liegt im Stadtteil Schleußig an der Könneritzstraße 1 unmittelbar östlich der Könneritzbrücke. Das zirka 2600 m² große, parkartige, etwa dreieckige Grundstück grenzt im Nordwesten an die Weiße Elster, im Osten an die Fläche des Bootsverleihs Klingerweg des SC DHfK und im Südwesten an den Abzweig Klingerweg/Könneritzstraße.
Die Villa ist ein zweigeschossiges Gebäude im spätklassizistischen Stil auf einer nahezu quadratischen Grundfläche von etwa 20 × 20 Meter. Die Fassade zur an der Südwestseite verlaufenden Straße besitzt sechs Achsen mit Rundbogenfenstern. Während das Erdgeschoss mit einer leichten Putzquaderung schlicht gehalten ist, weisen die Fenster im Obergeschoss Verdachungen auf angedeuteten Säulen auf. Unter dem breiten Hauptgesims verläuft ein schmaler Schmuckstreifen mit kleinen Fenstern und farbigen Ornamenten. Den Abschluss bildet ein flacher, dunkel gehaltener, zurückgesetzter Aufbau mit einer dichten Fensterreihe.

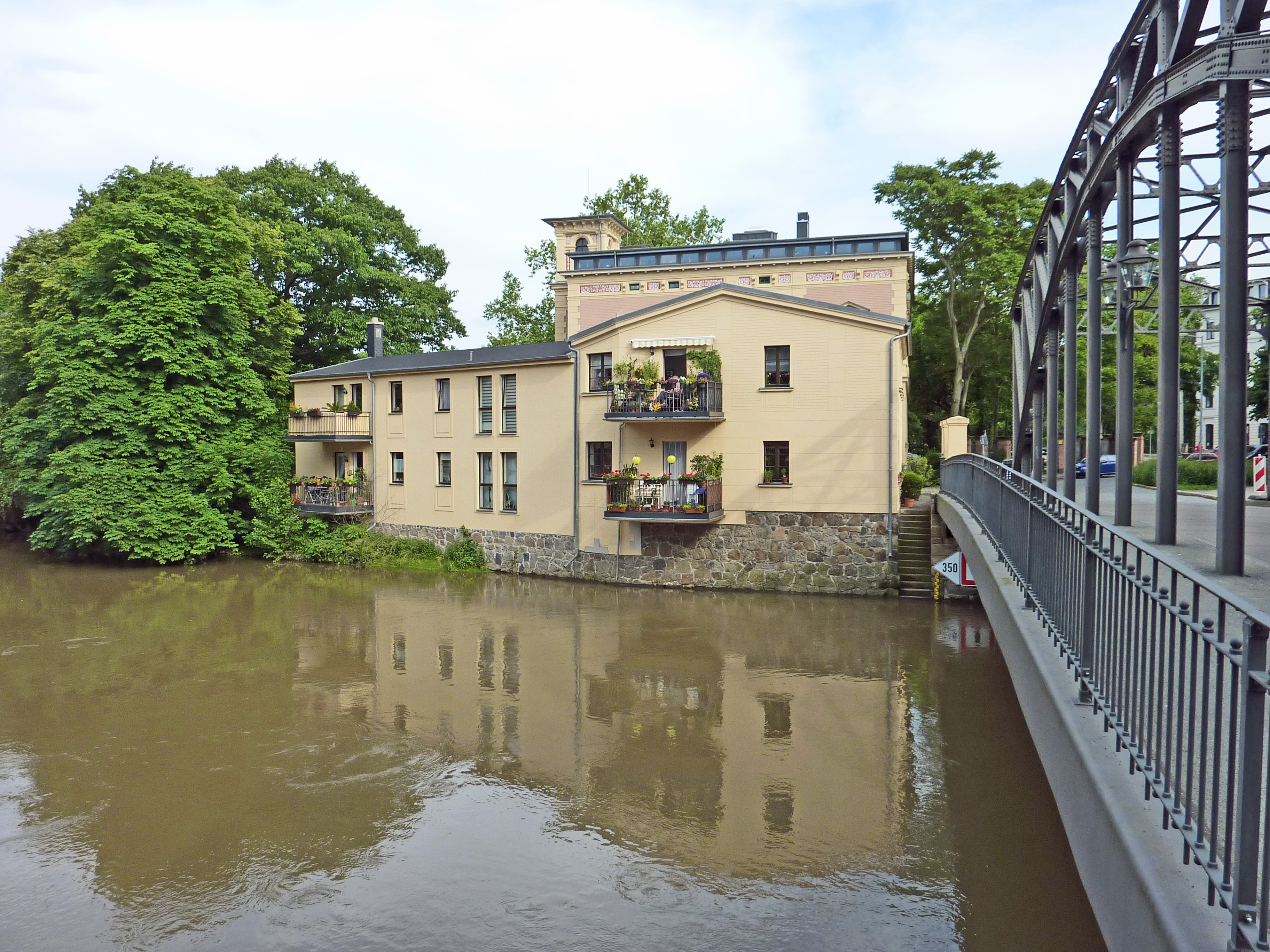
Nebengebäude mit der Könneritzbrücke (2013)

An der Südostseite befindet sich etwas eingerückt ein zweigeschossiger Standerker mit einer Terrasse, der die Frontseite scheinbar um eine Achse verlängert. Nach der nordöstlichen Parkseite treten zwei Türme hervor, die das Gebäude nur unwesentlich überragen. Zwischen ihnen befinden sich weitere Terrassen. Der Eingang zur Villa liegt auf der Nordwestseite. Die Türme und das Gebäude tragen Flachdächer mit einem leichten Anstieg zu einer Pyramide.
Dem Villeneingang gegenüber stehen in einer Reihe zwei Nebengebäude unmittelbar am Flussufer. Obwohl ebenfalls zweistöckig, sind sie niedriger und schlichter gehalten als der Hauptbau. Sie besitzen je zwei Balkone über dem Wasser. Eine Treppe führt bis an den Fluss.

## Geschichte
Karl Heine ließ 1873/1874 in dem damals Neuschleußig genannten Gebiet ein Villenanwesen errichten. in das er mit seiner zweiten Ehefrau Friederike, geborene Bamberg, (1839–1919) einzog und bis zu seinem Tode bewohnte. Die Baupläne stammten von dem in Heines Unternehmen angestellten Ingenieur R. Hercher, die Bauausführung oblag der Firma Eduard Steyer. Die Nebengebäude dienten als Pferdeställe, Wagenremise, Waschküche sowie Hausmanns- und Gärtnerwohnung.
Nach dem Tod von Heines Witwe verkauften die Erben das Anwesen an den Fabrikbesitzer Wilhelm Maßmann, der im Leipziger Adressbuch von 1949 noch als Bewohner eingetragen war. Im gleichen Jahr wurde beschlossen, in dem Gebäude ein Kinder- und Jugendheim einzurichten, das später nach dem Arzt „Prof. Dr. Fritz Gietzelt“ benannt wurde und bis Anfang der 1990er Jahre bestand. In den 2000er Jahren wurde die Villa einschließlich der Nebengebäude saniert und zu einer Eigentums-Wohnanlage ausgebaut.